# Achille Richard
Achille Richard (Parijs, 27 april 1794 - 5 oktober 1852) was een Frans botanicus en arts. Hij was de zoon van de invloedrijke botanicus Louis-Claude Marie Richard (1754-1821).
Hij was apotheker in de Franse vloot en lid van verschillende bekende genootschappen in die tijd.
Richard was een van de botanische leiders van zijn tijd, en zijn boeken zijn zelfs tegenwoordig gewaardeerd om hun duidelijkheid en nauwkeurigheid.
Hij werd op 24 februari 1834 lid van de Franse Académie des Sciences (botanische afdeling). Hij was ook lid van de Franse Académie nationale de médecine.
Richard bestudeerde en beschreef verschillende geslachten van orchideeën waaronder Ludisia.
- Bibsys: 90323122
- Biblioteca Nacional de España: XX1417731
- Bibliothèque nationale de France: cb12109282h (data)
- Author citation (botany): A.Rich.
- Catàleg d'autoritats de noms i títols de Catalunya: 981061177972706706
- CiNii: DA02969031
- Stuttgart Database of Scientific Illustrators 1450–1950: 4989
- Gemeinsame Normdatei: 116505575
- International Standard Name Identifier: 0000 0001 2138 0557
- Library of Congress Control Number: no98029045
- Base Léonore: LH//2319/25
- Nationale Bibliotheek van Tsjechië: js2007400922
- Nationale bibliotheek van Australië: 36229022
- Nationale Bibliotheek van Polen: a0000001756433
- Nederlandse Thesaurus van Auteursnamen: 071369716
- Réseau des bibliothèques de Suisse occidentale: 02-A003743153
- Istituto Centrale per il Catalogo Unico: SBLV074600
- SNAC: w6tb9wzf
- Système universitaire de documentation: 029472415
- Museum of New Zealand Te Papa Tongarewa: 45254
- Trove: 1233290
- Virtual International Authority File: 68959730
- WorldCat: E39PBJhRyprHKhGWYRRJhwb8G3